# Enontekiö
Enontekiö (Iänudâh in sami di Inari, Eanodat in sami settentrionale, Enontekis in svedese) è un comune finlandese di 1811 abitanti, situato nella regione della Lapponia. Con una superficie di più i 8000 chilometri quadrati è il quarto comune più esteso della Finlandia, con più villaggi, tra cui Hetta, il principale, con 530 abitanti. Come codice postale gli è stato assegnato 99400. Circa un quinto della popolazione è Sami.

## Geografia

### Centri abitati
Il principale villaggio di Enontekiö è Hetta. Altri insediamenti importanti sono: Kilpisjärvi, Karesuvanto e Palojoensuu. La maggior parte degli insediamenti si trova sulle sponde dei fiumi Könkämäeno e Muonionjoki. Enontekiö, essendo molto vasto, ha 27 villaggi, elencati qui sotto, e, se disponibile, tra parentesi il nome in lingua sami settentrionale.
- Hetta (Heahttá)
- Jatuni (Jáhton)
- Karesuvanto (Gárasavvon)
- Kelottijärvi
- Ketomella
- Kilpisjärvi (Gilbbesjávri)
- Kultima (Gulddán)
- Kuttanen (Guhttás)
- Leppäjärvi (Leaibejávri)

- Luspa (Luspi)
- Markkina (Boaresmárkan)
- Maunu (Mávdna)
- Muotkajärvi (Muotkejávri)
- Näkkälä (Neahčil)
- Nartteli
- Nunnanen (Njunnás)
- Palojärvi (Bálojávri)
- Palojoensuu (Bálojohnjálbmi)
- Peltovuoma (Bealdovuopmi)
- Raittijärvi
- Ropinsalmi
- Saivomuotka
- Sonkamuotka
- Vähäniva
- Vuontisjärvi (Vuottesjávri)
- Yli-Kyrö

### Morfologia
Enontekiö è l'unico comune a comprendere nel suo territorio le Alpi Scandinave. La parte sud del comune è meno montagnosa a differenza della parte settentrionale, con le cosiddette "Fjells" (o Tunturi in Sami Settentrionale) che sono delle colline ripide e alte. A Enontekiö esistono due monti interessati da turismo, il Saana, alto 1029 m s.l.m., e l'Halti, con un'altitudine massima di 1324 m s.l.m.
Di fronte a Enontekiö vi è un lago sviluppato in lunghezza chiamato Ounasjärvi, che origina l'Ounasjoki, un fiume lungo 280 km che è un affluente del fiume Kitinen, talvolta affluente del Kemijoki. Nel lago Ounasjärvi esiste un piccolo isolotto chiamato Karjalansaari. Qualche chilometro dopo il centro di Enontekiö vi sono due fiumi: il Vaikkojoki e il Näkkälaloki. Il Vaikkojoki si immette nel Näkkälaloki che si immette nell'Ounasjärvi, che poco più indietro forma un piccolo laghetto chiamato Vuontisjoki. Anche altri fiumi maggiori hanno la loro sorgente a Enontekiö: il Muonionjoki e l'Ivalojoki. Enontekiö ha 825 laghi, relativamente piccoli.

### Clima
Il clima di Enontekiö, essendo a una latitudine estremamente alta, è artica, ma le estati sono calde data la presenza della Corrente del Golfo. Comunque, gli inverni sono i più freddi in Finlandia, con temperature fino ai -35 Cº. Enontekio si trova 200-350 chilometri sopra il circolo polare artico, di conseguenza il sole di mezzanotte è visibile dal 22 di Maggio al 23 di Giugno. L'aurora boreale è visibile praticamente tutto l'anno.

## Infrastrutture e trasporti
Enontekiö è attraversato dalla strada principale 93 (proveniente dalla strada europea E8), che si ramifica nella continuazione della 93 e nell'inizio della strada regionale 956.
Esiste anche un aeroporto con codice IATA ENF.